# Moulinet (Lot i Garonna)
Moulinet – miejscowość i gmina we Francji, w regionie Nowa Akwitania, w departamencie Lot i Garonna.
Według danych na rok 1990 gminę zamieszkiwały 222 osoby, a gęstość zaludnienia wynosiła 15 osób/km² (wśród 2290 gmin Akwitanii Moulinet plasuje się na 955. miejscu pod względem liczby ludności, natomiast pod względem powierzchni na miejscu 768.).